# Tricyphona (Pentacyphona) aspidoptera convexa
Tricyphona (Pentacyphona) aspidoptera convexa is een ondersoort van de tweevleugelige Tricyphona (Pentacyphona) aspidoptera uit de familie Pediciidae. De ondersoort komt voor in het Nearctisch gebied.